# 特拉德
特拉德（法語：Trades，法語發音：[tʁad]）是法国罗讷省的一个旧市镇，属于索恩河畔自由城区。2019年，特拉德与临近的7个市镇合并为新市镇德格罗讷。

## 地理
特拉德（46°16'41"N, 4°33'42"E）面积7.93 平方千米，位于法国奥弗涅-罗讷-阿尔卑斯大区罗讷省，该省份为法国中东部省份，北起顺时针与索恩-卢瓦尔省、安省、里昂大都会、伊泽尔省和卢瓦尔省接壤。
与特拉德接壤的市镇（或旧市镇、城区）包括：圣克里斯托夫、圣雅克德萨雷、圣马梅尔、格罗讷河畔热尔莫勒、旧圣皮埃尔、特拉迈。

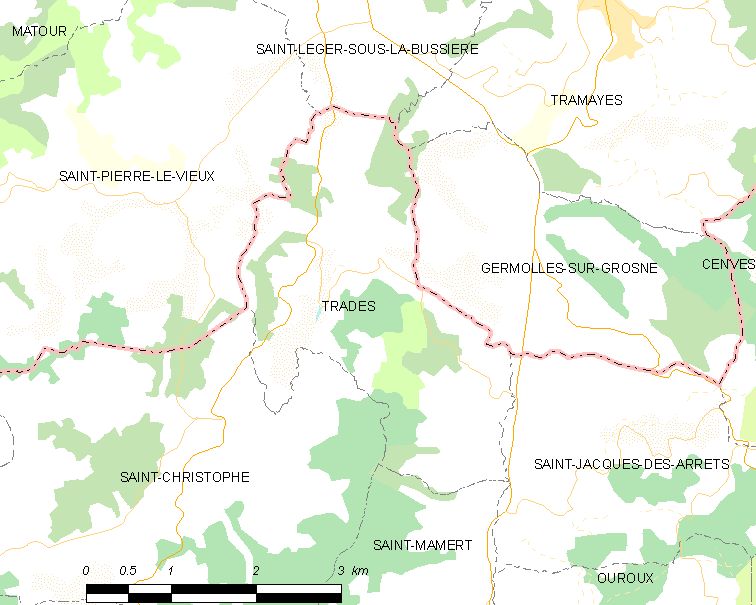
特拉德的OSM定位图

特拉德的时区为UTC+01:00、UTC+02:00（夏令时）。

## 行政
特拉德的邮政编码为69860，INSEE市镇编码为69251。

## 政治
特拉德所属的省级选区为蒂济莱布尔县。

## 人口

1962-2008年间特拉德人口变化图示

特拉德于2018年1月1日时的人口数量为118人。